# 岸本彦衛

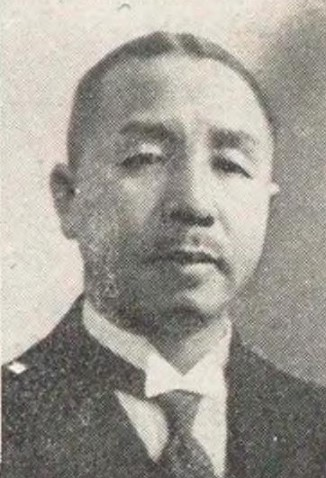
岸本彦衛

岸本 彦衛（きしもと ひこえ、1887年（明治20年）4月11日 - 1977年（昭和52年）1月1日）は、大正から昭和期の実業家、政治家。貴族院勅選議員。旧姓・岡村。

## 経歴
山口県で岡村米吉の六男として生まれる。1907年（明治40年）大阪市立高等商業学校を卒業した。鉄鋼問屋岸本商店店主・4代岸本吉右衛門の養子となり、1929年（昭和4年）に分家した。
1918年（大正7年）岸本商店常務取締役に就任。以後、岸本商店副社長、大建産業副社長、日印通商取締役、函館船渠（現函館どつく）取締役、日本曹達監査役、大阪鋼材監査役、呉羽紡績監査役、日本繊維工業社長、大阪ロータリー倶楽部会長などを務めた。
1946年（昭和21年）3月22日、貴族院勅選議員に任じられ、同和会に所属して活動し1947年（昭和22年）5月2日の貴族院廃止まで在任した。この間、終戦連絡大阪事務局参与などを務めた。

## 著作
- 共著『鉄鋼の緊急問題』〈鉄鋼問題研究資料 其8〉鉄鋼国策研究会、1936年。

## 親族
- 妻 岸本英（養父二女）[3][4]